# Tonk
Tonk – miasto położone w Radżastanie, w zachodnich Indiach, około 100 km na południe od Jaipuru, nad rzeką Banas. Stolica dystryktu Tonk. Około 135 tysięcy mieszkańców (2001).